# Harich (Shirak)
Pour l’article homonyme, voir Harich.
Harich (en arménien Հառիճ) est une communauté rurale du marz de Shirak en Arménie. En 2008, elle compte 1 529 habitants.
Le monastère de Harichavank est situé sur son territoire.